# Національне космічне агентство Республіки Казахстан
Національне космічне агентство Республіки Казахстан (каз. Қазақстан Республикасы Ұлттық ғарыш агенттігі; НКА Республіки Казахстан; КазКосмос) — орган виконавчої влади Республіки Казахстан в складі уряду Республіки Казахстан, здійснює функції з надання державних послуг, з управління державним майном та правозастосовні функції у сфері дослідження, використання космічного простору в мирних цілях, міжнародного співробітництва в реалізації спільних проектів і програм у галузі космічної діяльності.

## Історія
11 вересня 1991 року утворено Агентство космічних досліджень Казахської РСР
27 березня 2007 року президент Казахстану Нурсултан Назарбаєв підписав Указ № 502 «Про утворення Національного космічного агентства Республіки Казахстан». Відповідно до Указу скасовано Аерокосмічний комітет Міністерства освіти і науки Республіки Казахстан і утворено Національне космічне агентство Республіки Казахстан, як самостійна одиниця в структурі уряду.